# Hill House School
Hill House International Junior School, nota come Hill House, è una scuola indipendente preparatoria a Knightsbridge, Londra, Inghilterra.

## Storia
La scuola è stata istituita nel 1951 dal tenente colonnello Stuart Townend. È per ragazzi e ragazze dai 4 agli 11 anni. La scuola ammetteva solo studenti maschi fino al 1981.

## Alunni notevoli
- Lily Allen, cantautrice
- Carlo III, re del Regno Unito e degli altri 14 reami del Commonwealth
- Rupert Degas, attore
- Sofia Ellar, cantautrice
- Ian Macpherson, III barone Strathcarron, pari conservatore
- Yasmine Naghdi, ballerina principale del Royal Ballet, The Royal Opera House, Covent Garden, Londra
- Jacob Rees-Mogg, membro conservatore del Parlamento (MP), ex leader della Camera dei comuni
- Anya Taylor-Joy, attrice
- Nick Watt, redattore politico di BBC Newsnight
- Mark-Francis Vandelli, personaggio televisivo noto soprattutto per il suo ruolo in Made in Chelsea